# Kendrickiella
Kendrickiella är ett släkte av svampar. Kendrickiella ingår i ordningen Eurotiales, klassen Eurotiomycetes, divisionen sporsäcksvampar och riket svampar.
|               | Elaphomycetaceae                           |
|               |                                            |
|               | Thermoascaceae                             |
|               |                                            |
|               | Trichocomaceae                             |
|               |                                            |
| Kendrickiella | \| \| Kendrickiella phycomyces \| \| \| \| |
|               | \| \| Kendrickiella phycomyces \| \| \| \| |
|               | Veronaia                                   |
|               |                                            |
|               | Thermomyces                                |
|               |                                            |
|               | Leiothecium                                |
|               |                                            |
|               | Samarospora                                |
|               |                                            |
|               | Pisomyxa                                   |
|               |                                            |
|               | Kendrickiella phycomyces                   |
|               |                                            |

|  | Kendrickiella phycomyces |
|  |                          |